# رام‌شدگی جزیره‌ای

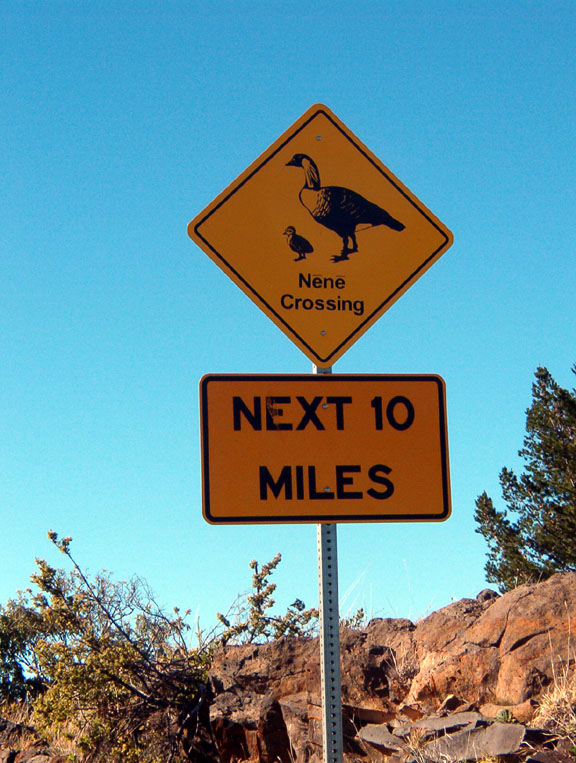
گذرگاه عبوری غاز هاوایی

رام‌شدگی جزیره‌ای (به انگلیسی: Island tameness) بسیاری از گونه‌های جانوری تمایل به زندگی در جزیره‌های دوردست و منزوی دارند. چرا که در جزیره‌ها توان شکارچی‌ها به‌ویژه شکارچیان و درندگان بزرگ کم می‌شود. در حقیقت این امر به دلیل «ساده زیستی محیطی» است و همچنین با ضعیف شدن یا از بین رفتن درندگان بزرگ ویژگی‌های دفاعی و سازگاری سایر جانوران نیز دست‌خوش تغییر می‌شود. چرا که تهدیدهای پیشین از میان رفته است. برای مثال همین شیوه فرگشت در غاز هاوایی نیز مشاهده می‌شود. اما اگر پستانداران یا سایر شکارچیان درنده از محیط دیگر وارد جزیره منزوی شوند جانوران بومی چون بخش اعظم ویژگی‌های دفاعی خود را در فرگشت از دست داده‌اند در خطر انقراض قرار می‌گیرد. دانشمندان بر این باورند که دلیل انقراض پرنده دودو نیز همین دلیل بوده که با ورود پستانداران بزرگ (انسان‌ها) بی‌دفاع مانده و به راحتی شکار شده است.
در یک مقایسه در میان ۶۶ گونه مارمولک اثبات شد مارمولک‌هایی که در محیطی منزوی دور از انسان‌ها زندگی و رشد کرده‌اند، در مواجهه با انسان به آن‌ها بیشتر نزدیک می‌شوند و ترس کمتری از انسان‌ها دارند اما سایر مارمولک‌ها که در محیطی غیر منزوی زیست کرده‌اند به انسان‌ها نزدیک نمی‌شوند. به گفته نویسندگان، چارلز داروین براین باور بود که رفتار فرار در جایی که شکارچیان در جزایر دور افتاده نادر یا غایب باشند، پایین‌تر است، چراکه پاسخ‌های فرار غیرضروری از نظر زمان و انرژی هزینه‌بر هستند. این پدیده نه تنها در جانوران بلکه در گیاهان هم وجود دارد برای مثال گیاهانی که در محیطی منزوی دور از گیاه‌خواران وجود دارند در بخش‌های مختلف آن‌ها خار نمی‌روید. (خارها جنبه دفاعی گیاهان در برابر گیاه‌خواران هستند و یک مانع طبیعی در برابر خورده شدن می‌باشند)

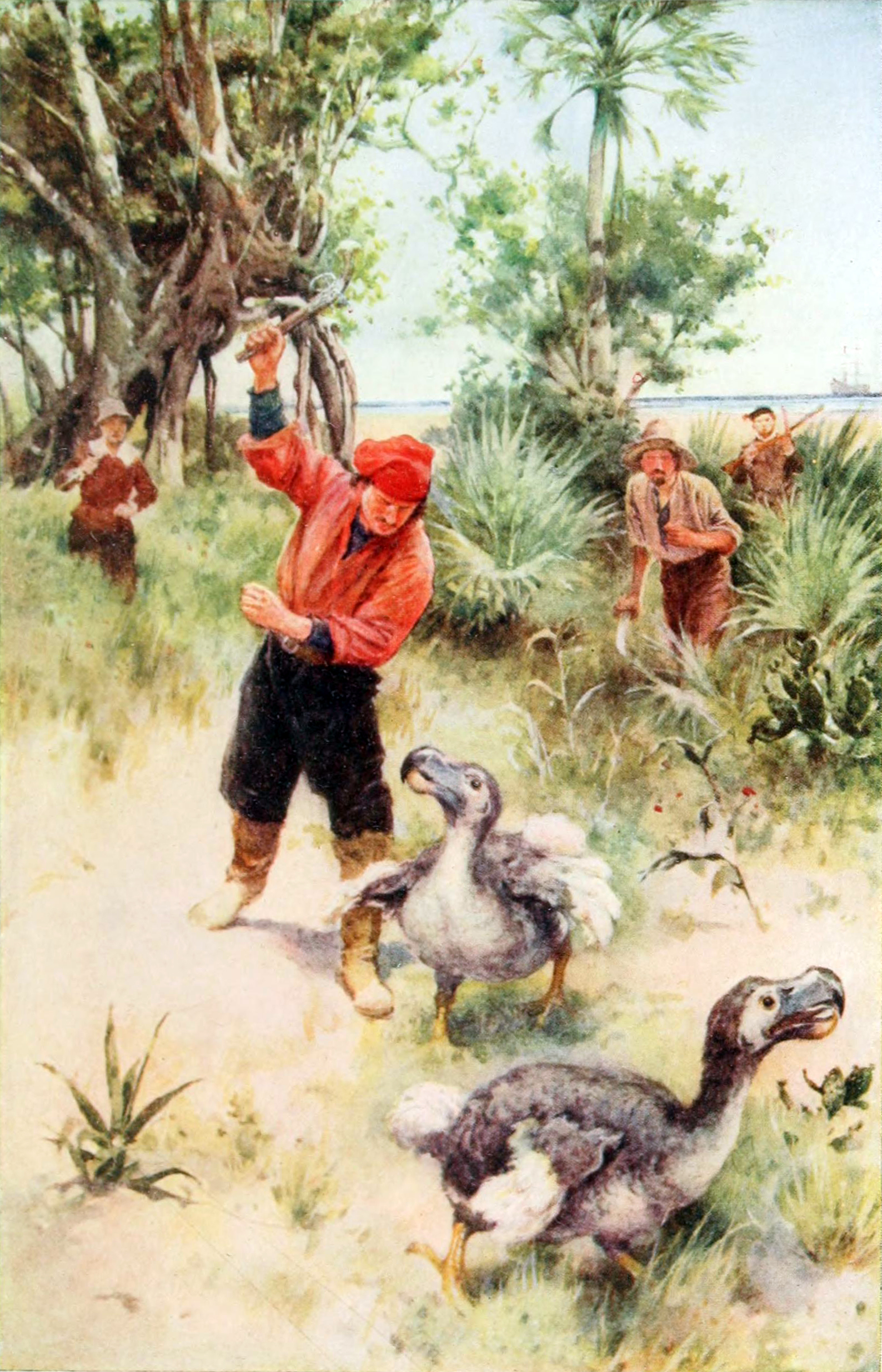
نگاره‌ای از شکار پرنده دودو که به دلیل رام شدن جزیره‌ای، جنبه‌های دفاعی خود مانند پرواز را از دست داده و در برابر شکارچیان تازه‌وارد کاملاً بی‌دفاع است.